# العلاقات البوركينابية الفلسطينية
العلاقات البوركينابية الفلسطينية هي العلاقات الثنائية التي تجمع بين بوركينا فاسو ودولة فلسطين. لا تحتفظ أي من الدولتين بسفارة في عاصمة الأخرى، لكن منظمة التحرير الفلسطينية لديها ممثل غير مقيم في حكومة بوركينا فاسو.في 21 نوفمبر 1988، بعد أسبوع من إعلان الاستقلال الفلسطيني، اعترف الرئيس بليز كومباوري بدولة فلسطين التي أعلنتها منظمة التحرير الفلسطينية. منذ ذلك الحين، واصلت بوركينا فاسو دعم عدد من قرارات الجمعية العامة للأمم المتحدة لصالح فلسطين، مثل عام قرار الجمعية العامة للأمم المتحدة 67/19.